# سون فرایدی
سون فرایدی (به انگلیسی: SevenFriday) یک برند ساعت سوئیسی می‌باشد که در در سال ۲۰۱۲ توسط شخصی به نام دنیل ندیرر تأسیس شده است. تخصص این شرکت در ساخت ساعت مچی است. به گفته مدیران این کمپانی طرح‌های ساعت‌های آنها برگرفته از انقلاب صنعتی است.
ساعت‌های ساخت این کمپانی تا سال ۲۰۱۵ از شکل صفحه مربع برخوردار بودند و در سال ۲۰۱۶ سری V با صفحه گرد نیز به محصولات سون فرایدی اضافه شد، همچنین قابل ذکر است تمام محصولات سون فرایدی با نیروی مکانیکی (اتوماتیک) و بدون باتری کار می‌کنند.